# Cantone di Montoire-sur-le-Loir
Il Cantone di Montoire-sur-le-Loir è una divisione amministrativa dell'arrondissement di Vendôme.
A seguito della riforma approvata con decreto del 21 febbraio 2014, che ha avuto attuazione dopo le elezioni dipartimentali del 2015, è passato da 18 a 47 comuni.

## Composizione
I 18 comuni facenti parte prima della riforma del 2014 erano:
- Artins
- Couture-sur-Loir
- Les Essarts
- Les Hayes
- Houssay
- Lavardin
- Montoire-sur-le-Loir
- Montrouveau
- Les Roches-l'Évêque
- Saint-Arnoult
- Saint-Jacques-des-Guérets
- Saint-Martin-des-Bois
- Saint-Rimay
- Ternay
- Tréhet
- Trôo
- Villavard
- Villedieu-le-Château

Dal 2015 i comuni appartenenti al cantone sono i seguenti 47:
- Ambloy
- Artins
- Authon
- Coulommiers-la-Tour
- Couture-sur-Loir
- Crucheray
- Les Essarts
- Faye
- Gombergean
- Les Hayes
- Houssay
- Huisseau-en-Beauce
- Lancé
- Lavardin
- Lunay
- Marcilly-en-Beauce
- Montoire-sur-le-Loir
- Montrouveau
- Naveil
- Nourray
- Périgny
- Pray
- Prunay-Cassereau
- Rocé
- Les Roches-l'Évêque
- Saint-Amand-Longpré
- Saint-Arnoult
- Saint-Gourgon
- Saint-Jacques-des-Guérets
- Saint-Martin-des-Bois
- Saint-Rimay
- Sasnières
- Selommes
- Ternay
- Thoré-la-Rochette
- Tourailles
- Tréhet
- Trôo
- Villavard
- Villechauve
- Villedieu-le-Château
- Villemardy
- Villeporcher
- Villerable
- Villeromain
- Villetrun
- Villiersfaux